# Messingen stier

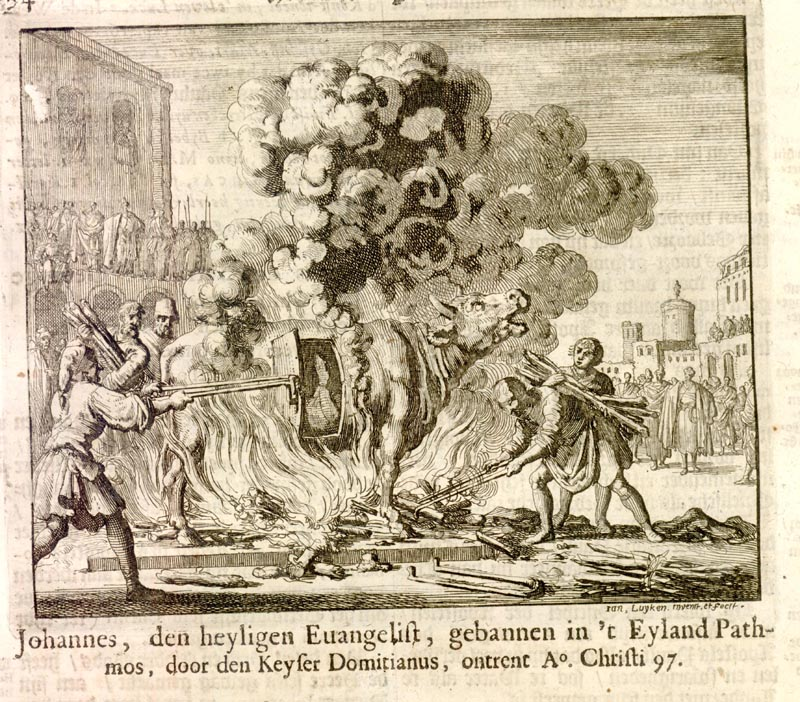
Ets van de stier door Jan Luyken

De messingen stier, ook bekend als de Siciliaanse stier, was een executiemiddel dat in het Oude Griekenland werd gebruikt. De messingen stier was een beeld van een stier gemaakt van messing. In de stier zat een deur, waardoor de ter dood veroordeelde naar binnen werd geduwd. Als de veroordeelde eenmaal in de stier was opgesloten, ontstak men een vuur onder de stier. Het messing werd gloeiend heet. Hierdoor werd de veroordeelde langzaam geroosterd. De methode was 'heel gewoon' in het oude Griekenland en werd ook wel toegepast in het Romeinse Rijk. 
Naar alle waarschijnlijkheid is de messingen stier in de zesde eeuw voor Chr. bedacht door Perillos, een koperwerker. Perillos gaf de stier cadeau aan de Griekse kolonist en tiran Falaris van Akragas. In de kop van de stier had Perillos buizen aangebracht die het geschreeuw van de ter dood veroordeelde versterkten. Hierdoor leek het gegil op het geluid van een dolle stier. Naar overlevering was Perillos de eerste die kennis maakte met het martelwerktuig. Falaris zou Perillos gevraagd hebben in de stier plaats te nemen om het geluid te testen. Toen Perillos eenmaal in de stier zat, liet Falaris de deur sluiten en een vuur ontsteken. Falaris zou dit gedaan hebben omdat hij walgde van de wreedheid die Perillos tentoonspreidde met zijn ontwerp. Perillos werd levend uit de stier gehaald, maar werd later in opdracht van Falaris van een klif gegooid. Hoewel Falaris gezegd had te walgen van het wrede instrument, werd de messingen stier vaak toegepast. Onder andere ook op Falaris zelf. 
De Romeinen pasten de stier o.a. toe op christenen.